# Martinsheim
Martinsheim – miejscowość i gmina w Niemczech, w kraju związkowym Bawaria, w rejencji Dolna Frankonia, w regionie Würzburg, w powiecie Kitzingen, wchodzi w skład wspólnoty administracyjnej Marktbreit. Leży około 12 km na południe od Kitzingen, przy autostradzie A7 (pomiędzy zjazdami 104 a 105).

## Dzielnice
W skład gminy wchodzą cztery dzielnice:
- Martinsheim
- Enheim
- Gnötzheim
- Unterickelsheim